# Фрідріх Готтліб Бартлінг
Фрідріх Готліб Бартлінг (нім. Friedrich Gottlieb Bartling; 9 грудня 1798 — 20 листопада 1875) — німецький ботанік, автор описання нових таксонів.
Уродженець Ганновера.
Вивчав природничі науки в Геттінгенському університеті. У 1818 році здійснив ботанічну експедицію в Угорщину та Хорватію. У 1822 році він став викладачем у Геттінгені, де згодом став професором. У 1837 році він був призначений директором місцевого ботанічного саду.
На його честь названо рід рослин Bartlingia з родини Rubiaceae.

## Вибрані публікації
- De litoribus ac insulis maris Liburnici (1820).
- Ordines naturales plantarum (1830).
- Flora der österreichischen Küstenländer, (Flora of the Austrian coastal area), (1825).
- Vegetabilia cellularia in Germania septentrionali praesertim in Hercynia et in agro Gottingensi lecta (1834 та 1836).